# WZ Весов
WZ Весов (лат. WZ Librae) — одиночная переменная звезда в созвездии Весов на расстоянии (вычисленном из значения параллакса) приблизительно 8024 световых лет (около 2460 парсеков) от Солнца. Видимая звёздная величина звезды — от +14,5m до +13,4m.

## Характеристики
WZ Весов — оранжевая пульсирующая полуправильная переменная звезда (SR) спектрального класса K. Эффективная температура — около 4496 К.